# 赛典赤·赡思丁墓
赛典赤·赡思丁墓也作咸阳王瞻思丁墓，位于中国云南省昆明市北郊马耳山，盘龙区（旧属官渡区）龙泉街道中坝社区马家庵村XA03县道旁，是元代云南平章政事赛典赤·赡思丁的陵墓。墓体呈长方形，石砌，旁另有一墓，传为瞻思丁之子墓。墓地于1985年重修，并建围墙保护。因真墓位置偏远，后人在通京驿道五里多处（今官渡区吴井街道五里多社区民航路小学旁）建一衣冠墓，供人凭吊纪念。衣冠冢亦为石砌长方形，冢体高约2.7米、长2.3米，宽1.3米。顶为青石雕刻的石瓦，正面刻汉文“元咸阳王瞻思丁墓”，背为蒙文碑记，左右两侧为《元史·赛典赤瞻思丁传》及袁嘉谷撰书《重修咸阳王陵记》。
两处墓于1983年1月，公布为省级重点文物保护单位。2019年列入第八批全国重点文物保护单位名单。